# Батайский переулок (Санкт-Петербург)
Бата́йский переу́лок — переулок в Адмиралтейском районе Санкт-Петербурга. Проходит от Клинского проспекта до Малодетскосельского проспекта.

## История названия
С 1821 года известно название Глухой переулок. Параллельно существовали названия 3-й Глухой (Московский) переулок, Глухой (Московский) переулок. 5 марта 1871 года присвоено наименование Матятин переулок, по фамилии домовладельца домов № 2—12 купца А. Ф. Матятина.
15 декабря 1952 года, ко дню рождения И. В. Сталина, получил современное название Батайский переулок, по городу Батайску Ростовской области, среди прочих улиц, названных по городам, в честь освобождения которых выходили приказы Верховного Главнокомандующего в годы Великой Отечественной войны.

## История
Переулок возник в первой половине XIX века в историческом районе Семенцы (получившему название по располагавшемуся там Семеновскому полку).
В Матятином переулке прошло детство писателя Фёдора Сологуба, здесь, видимо, его мать служила прислугой в семействе дворян Агаповых.
Старейшими зданиями в переулке являются дома № 2 (на углу с Клинским проспектом, архитектор Зограф А. А., 1887—1888) и № 4 (1894, архитектор Мельников А. А.).
На месте сада «Олимпия» на нечётной стороне переулка находились давший ему название кинотеатр «Олимпия» (построен в 1914 году, архитектор Кишкин Б. М.) и Клинский рынок (с 1924 года). При рынке в 1930-е гг. организовали колхозную ярмарку.
В январе 1942 года рынок и кинотеатр сгорели в результате бомбёжки, в 1946 году на их месте был разбит ныне существующий сад площадью 6 га, по проекту архитекторов Г. Л. Ашрапян и В. А. Каменского. Ограда сада, их же авторства, установлена в 1948 году. В саду, спланированном в регулярно-пейзажном стиле, были высажены 16 пород деревьев и 10 пород кустарников.
Саду было присвоено имя А. С. Грибоедова, но это название не прижилось.
Школа, расположенная в доме № 6, построена в 1936 году по проекту архитектора А. Л. Лишневского. Главный вход в школу первоначально планировался в закруглённом угле здания (до революции на этом месте стояла часовня).
В доме № 12 (архитектор Демьян Фомичев, 1902—1904) в 1968—2008 годах располагался единственный в городе дегустационный зал «Нектар» (создан по проекту венгерского архитектора Гамаки).

Фасад дома № 10 (построен в 1969 году для работников Междугородной телефонной станции) оформлен как продолжение фасада дома № 12, в стиле «модерн».

В 2008 году в переулке открылась гостиница Sokos Hotel Olympia Garden (дом № 3А, проект архитектурного бюро «А.Лен», архитекторы А. А. Никандров, А. Е. Яблоков, строительство началось в 2006 г.) на 348 номеров, до гостиницы на этом месте находился детский сад № 56 (ранее № 48, ведомственный, относившийся к находившейся рядом, на Клинском проспекте, табачной фабрике им. К. Цеткин), построенный в 1936-37 годах в стиле сталинского неоклассицизма по типовому проекту «тип № 177» (на 100 человек, со спальней) архитектора Э. Г. Манвеляна. В этом детском саду во время блокады была централизованная столовая для школьников близлежащих школ.

## Об атмосфере в переулке в 30-е годы XX века
Шумным днем, с нескончаемым грохотом железных шин ломовых извозчиков, пыльный, чадный, пропитанный запахами гниющих овощей и фруктов, к вечеру Матятин переулок словно вымирал. Только покачивались редкие сонные фонари, тускло высвечивая вокруг малюсенький пятачок, да из сада «Олимпия» доносились приглушенные звуки духового оркестра, из вечера в вечер вымучивающего «Дунайские волны».

Люди старались обходить переулок стороной — небезопасно: могли раздеть, ограбить, избить… Улица Дойникова с её невзрачными, казарменного типа домами, выходящая в переулок, старая ломанка табачной фабрики, заваленная всяким хламом вплоть до графских карет, ещё со времен нэпа были приютом воров, налетчиков, бандитов. В переулке и на улице Дойникова жива была память о рецидивисте Леньке Пантелееве: нет-нет да и появлялись его бывшие дружки.

В отношениях между здешними обитателями, особенно подростками, царил единственный культ — грубая сила; первенство, верховодство выявлялись в жестокой драке. Считалось шиком пройти «школу» тюрьмы или колонии для малолетних преступников.
А. Качалов. «Автограф Маршака».

## Достопримечательности
- Сад Олимпия
- Гостиница Sokos Olympia Garden